# 王宏基
王宏基（1912年—1996年），男，江苏吴江人，中国发动机专家、航空教育家，曾任成都空軍機械學校教官、國立浙江大學工學院機械工程系教授、西北工业大学航空发动机系系主任、教授。